# Traçabilidade
Palavra formada a partir de traço, do latina (tractus), é empregue no sentido de seguir um caminho, de seguir um traço, de seguir passo a passo a vida de um objecto ou produto desde a sua origem até à sua utilização final, já que o significado de traço é : trilha deixada pela passagem de uma pessoa, animal ou objeto. 
Com a traçabilidade  pode saber-se em qualquer momento qual a origem de um produto ou objecto. Quanto à sua utilidade pode equiparar-se à cadeia de frio.
Emprego noutras línguas : 
Se inglês o substantivo já era empregue na Idade Média no sentido de path ou seja o caminho ou traço, em francês é empregue no sentido de à la trace para seguir as etapas de produção ou comercialização de um produto/artigo, como aliás sucede em espanhol.